# الک رازی‌زاده
الک رازی‌زاده (ترکی آذربایجانی: Əli Rasizadə؛ زادهٔ ۲۱ مهٔ ۱۹۴۷ در نخجوان جمهوری آذربایجان) از دانشمندان علوم سیاسی اهل ایالات متحده آمریکا است. او استاد تاریخ و علوم سیاسی بازنشسته است که تخصص در شوروی‌شناسی را دارد. وی همچنین بیش از ۲۰۰ پژوهش در مورد تاریخ روابط بین‌الملل، اصلاحات پرستروئیکا و فروپاشی اتحاد جماهیر شوروی، دیپلماسی نفت و سیاست معاصر در کشورهای پس از شوروی و استقلال روسیه، آسیای میانه و قفقاز تألیف و منتشر کرده‌است.

## زندگی
الک رازی زاده یا علیرضا رازی‌زاده در سال ۱۹۴۷ نخجوان جمهوری آذربایجان متولد شد. در سال ۱۹۶۹ از گروه تاریخ دانشگاه دولتی باکو فارغ‌التحصیل شد و دکترای تاریخ را از دانشگاه دولتی مسکو در سال ۱۹۷۴ دریافت کرد